# Australie aux Jeux olympiques d'été de 1924
L'Australie participe aux Jeux olympiques d'été de 1924 à Paris en France. 34 athlètes australiens,  hommes et  femmes, ont participé à  compétitions dans  sports. Ils y ont obtenu  médailles :  d'or,  d'argent et  de bronze.

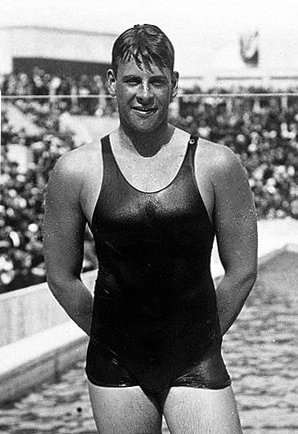
Boy Charlton membre du relais 4 x 200 m nage libre médaillé d'argent.

## Médailles
| Médaille | Discipline | Épreuve                       | Athlète                                                   |
| -------- | ---------- | ----------------------------- | --------------------------------------------------------- |
| Or       | Athlétisme | Triple saut                   | Nick Winter                                               |
| Or       | Plongeon   | Plongeon haut simple          | Dick Eve                                                  |
| Or       | Natation   | 1500 mètres nage libre hommes | Andrew Charlton                                           |
| Argent   | Natation   | 4 × 200 m nage libre hommes   | Boy Charlton Moss Christie Frank Beaurepaire Ernest Henry |
| Bronze   | Natation   | 1500 mètres nage libre hommes | Frank Beaurepaire                                         |
| Bronze   | Natation   | 400 mètres nage libre hommes  | Andrew Charlton                                           |